# Selecció de futbol de Togo
La Selecció de futbol de Togo és l'equip representatiu del país a les competicions oficials. Està dirigida per la Federació Togolesa de Futbol (en francès, Fédération Togolaise de Football), pertanyent a la CAF.
És una selecció amb un incipient historial internacional: ha participat en sis Copes d'Àfrica i un Mundial, encara que mai ha superat la primera fase.

## Estadístiques
- Participacions en la Copa del Món = 1
- Primera Copa del Món = 2006
- Millor resultat a la Copa del Món = Primera ronda
- Participacions a la Copa d'Àfrica = 6
- Primera Copa d'Àfrica = 1972
- Millor resultat a la Copa d'Àfrica = Primera ronda

## Competicions internacionals

### Participacions en la Copa del Món
- Des de 1930 a 1970 - No participà
- Des de 1974 a 1982 - No es classificà
- Des de 1986 a 1990 - No participà
- Des de 1994 a 2002 - No es classificà
- 2006 - Primera fase
- Des de 2010 a 2018 - No es classificà

### Participacions en la Copa d'Àfrica
- Des de 1957 a 1965 - No participà
- Des de 1968 a 1970 - No es classificà
- 1972 - Primera fase
- 1974 - Retirada
- Des de 1976 a 1982 - No es classificà
- 1984 - Primera fase
- Des de 1986 a 1988 - No es classificà
- 1990 - Retirada
- 1992 - No es classificà
- 1994 - Retirada durant la classificació
- 1996 - No es classificà
- 1998 - Primera fase
- 2000 - Primera fase
- 2002 - Primera fase
- 2004 - No es classificà
- 2006 - Primera fase
- 2008 - No es classificà
- 2010 - Retirada després de patir un atac terrorista
- 2012 i 2014 - Desqualificada per la retirada del 2010